# ماري وايز
ماري وايز (بالإنجليزية: Mary Wise)‏ (8 أغسطس 1959 في الولايات المتحدة - ) هي مدربة رياضية ولاعبة كرة طائرة الولايات المتحدة. لعبت مع Purdue Boilermakers ‏.

## وصلات خارجية
- ماري وايز على موقع قاعة فلوريدا للمشاهير الرياضية (الإنجليزية)